# Jan Kašpar Stredele z Montani a Bergenu
Jan Kašpar Stredele z Montani a Bergenu (cca 1582, Vídeň – 28. prosince 1642, Olomouc) byl římskokatolický kněz, vyučující na vídeňské univerzitě, jejímž byl i rektorem, kanovník a prelát olomoucké kapituly, titulární biskup sareptský, vysvěcený 1631, který působil jako světící biskup pasovský a olomoucký. V letech 1641 – 1642 byl z pověření biskupa arcivévody Leopolda Viléma administrátorem olomouckého biskupství. Zemřel v průběhu švédské okupace Olomouce na následky mrtvice[nepřesný odkaz], již dostal pro vpádu švédských vojáků do biskupské rezidence.